# Vieste
Vieste (Vìst'  in dialetto viestano) è un comune italiano di 13 243 abitanti della provincia di Foggia in Puglia. Rinomata stazione balneare del parco nazionale del Gargano, con riconoscimento internazionale di bandiera blu nel 2023, nel 2024 e nel 2025.

## Geografia fisica

### Territorio
È il comune più orientale del promontorio del Gargano e della provincia di Foggia. La particolare dislocazione urbanistica di Vieste è legata alla natura carsica del promontorio garganico, caratterizzato da strati rocciosi spesso erosi dall'azione marina.

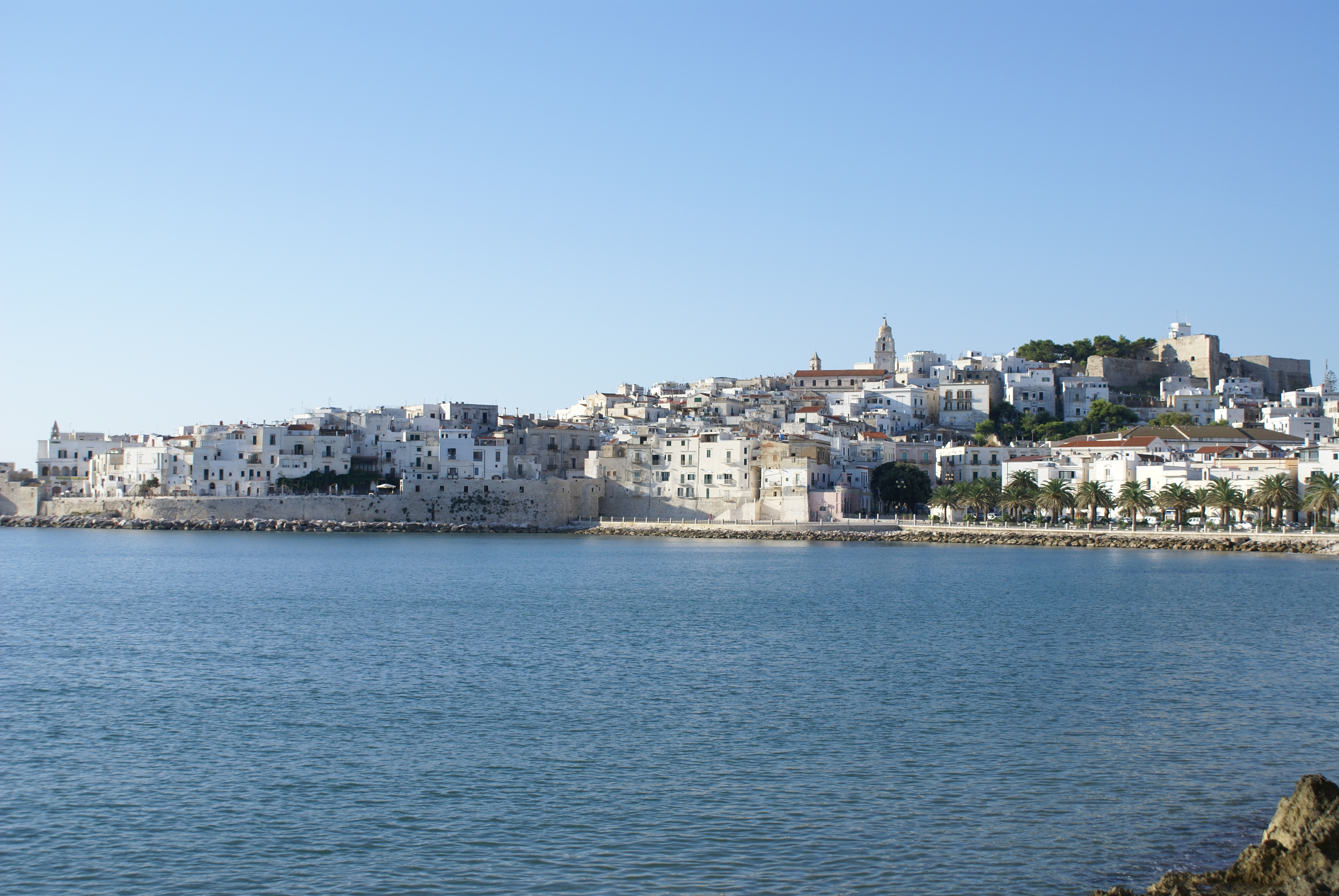
Vieste, baia di Marina Piccola vista da punta Santa Croce, nei pressi del porto

Il nucleo dell'abitato sorge infatti su una piccola penisola rocciosa, dalla forma più o meno simmetrica, caratteristica per le sue tre baie separate da due punte:
- Punta di San Francesco, rivolta verso est, ripida, rialzata e aspramente rocciosa: è qui che si ritrova il centro medievale, dato che questa parte della penisola offriva i migliori requisiti di sicurezza. In questa parte, ricca di vicoli, scalinate ed archi, si ritrova la maggior parte dei più prestigiosi edifici storici (chiesa di San Francesco, cattedrale, castello Svevo, Chianca Amara, ecc.).
- Punta di Santa Croce, rivolta a nord, più bassa. In questa zona, relativamente pianeggiante, il comune ha cominciato ad espandersi soltanto verso l'Ottocento. La formazione di nuovi quartieri portò successivamente la vita di paese (nuovo municipio, parco comunale, chiesa di Santa Croce, ecc.) a gravitare sempre più verso questa zona. È da questa parte che si ritrova il porto di Vieste, tutt'oggi importante per le attività peschiere e per il traffico marittimo verso le Isole Tremiti, la Croazia e verso Manfredonia.

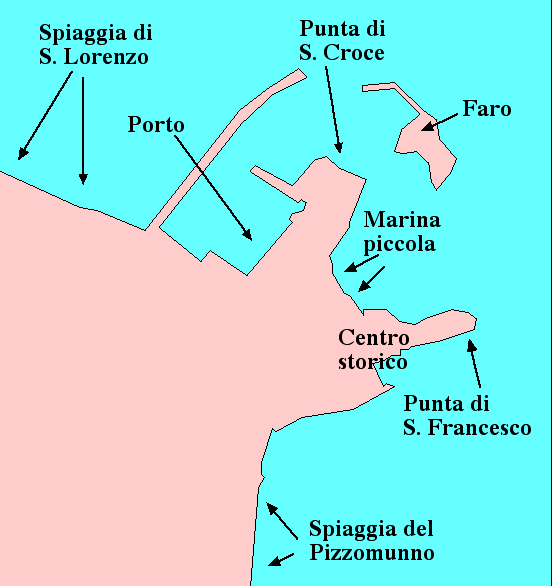
Costa di Vieste

Tra le due punte si ritrova la piccola spiaggia della Marina piccola, rivolta verso il faro (ove vige divieto parziale di balneazione). A sud della punta di San Francesco si ritrova la lunga spiaggia sabbiosa del Pizzomunno che inizia dalle rocce calcaree sulle quali fu costruita la città e che si estende verso sud in direzione del villaggio di Pugnochiuso, frazione di Vieste, nato negli anni '60 per volontà di Enrico Mattei secondo un disegno architettonico modernista, tra gli esempi più interessanti di tipologie balneari di quegli anni. Ad ovest della punta di Santa Croce, invece, si ritrova l'altrettanto lunga spiaggia di San Lorenzo, che a differenza della prima è ancora abbastanza ricca di spiagge libere. Inizia dal settore urbano edificato a partire dall'Ottocento (zona del porto) per estendersi verso ovest, in direzione di Peschici.

### Sismicità
L'intero territorio comunale di Vieste è parte integrante del distretto sismico del Gargano.
- Classificazione sismica: zona 2 (sismicità media)[8]

### Clima
Vieste ha un clima di tipo mediterraneo, temperato caldo, caratterizzato da piogge non abbondanti, da inverni relativamente miti (9,2 °C in gennaio) e da estati con temperature elevate, ma non torride (in luglio ed agosto la media delle temperature massime è di poco inferiore ai 30 °C). Qui di seguito vengono riportati i valori termici medi rilevati al di fuori dell'area urbana.
Nel territorio comunale è ubicata l'omonima stazione meteorologica, ufficialmente riconosciuta dall'Organizzazione meteorologica mondiale, attualmente di tipo automatico DCP.
| Vieste (1951-1980) | Mesi | Mesi | Mesi | Mesi | Mesi | Mesi | Mesi | Mesi | Mesi | Mesi | Mesi | Mesi | Stagioni | Stagioni | Stagioni | Stagioni | Anno |
| Vieste (1951-1980) | Gen  | Feb  | Mar  | Apr  | Mag  | Giu  | Lug  | Ago  | Set  | Ott  | Nov  | Dic  | Inv      | Pri      | Est      | Aut      | Anno |
| ------------------ | ---- | ---- | ---- | ---- | ---- | ---- | ---- | ---- | ---- | ---- | ---- | ---- | -------- | -------- | -------- | -------- | ---- |
| T. max. media (°C) | 11,3 | 11,7 | 13,2 | 16,5 | 20,7 | 24,5 | 27,3 | 27,6 | 24,7 | 20,3 | 16,2 | 12,9 | 12,0     | 16,8     | 26,5     | 20,4     | 18,9 |
| T. min. media (°C) | 7,1  | 7,1  | 8,4  | 11,2 | 15,0 | 18,9 | 21,5 | 21,8 | 19,2 | 15,3 | 11,7 | 8,7  | 7,6      | 11,5     | 20,7     | 15,4     | 13,8 |

## Storia

### Preistoria
I numerosi siti archeologici e i reperti ritrovati in diverse aree nei pressi dell'abitato attestano il popolamento del territorio di Vieste sin dal Paleolitico.
Sicuramente questo fu dovuto al clima mite, alle diverse sorgenti di acqua potabile, al terreno fecondo con abbondanza di frutta, alla varietà di selvaggina sia stanziale che migratoria e alla ricchezza di pesci nelle diverse insenature lungo la costa.
Le zone che risultano esser state maggiormente frequentate dall'uomo preistorico sono Vallecoppe, Campi, Costella, Puntalunga, Macchione, Passo dell'Arciprete e Sfinalicchio.
Il territorio viestano, ricco di selce, permise all'uomo nella Preistoria la realizzazione di manufatti litici utilizzati come strumenti per il lavoro, la caccia o la difesa. In contrada Defensola, a circa tre chilometri dal centro abitato, è stata scoperta una vasta miniera di selce, definita una delle maggiori d'Europa.
Sono inoltre visibili resti di tombe dell'età del ferro nelle vicinanze del castello e sulla punta di San Francesco. Nel territorio comunale, in contrada Molinella, sorgeva anche un dolmen che però è andato irrimediabilmente distrutto.
Infatti i reperti archeologici ritrovati nel territorio viestano vengono molto spesso lasciati a sé stessi (se non in alcuni casi addirittura occultati) e questo ne determina il deterioramento e la distruzione.

### Storia
Innumerevoli reperti archeologici sparsi lungo il territorio di Vieste testimoniano l'insediamento di Dauni, antichi Greci e Romani.
Dopo essere stata amministrata dai bizantini, cadde sotto la dominazione dei longobardi. In epoca normanna e poi sveva si ebbe lo sviluppo urbanistico della città così come appare oggi (castello, cattedrale e centro storico medievale). In seguito seguì le sorti del resto del Regno di Napoli sotto la dinastia degli Angiò.
Nell'anno 1002 vi approdò il doge veneziano Pietro II Orseolo, facendovi scalo con la sua flotta alla volta di Bari, nel corso della sua spedizione mirata a liberare quest'ultima dall'assedio dei saraceni. Come altre città pugliesi, fu spesso esposta ad attacchi provenienti dal mare. Uno dei popoli più pericolosi per Vieste furono i turchi, i quali vi compirono incursioni anche sanguinarie. Particolarmente grave fu l'episodio di Dragut Rais che, nel 1554, fece decapitare l'incredibile numero di 5 000 viestani, azzerando quasi del tutto la popolazione. Il fatto è ancora ricordato da una targa presso la cattedrale (pietra di Chianca Amara).
Il sisma del 1414 e il successivo disastroso terremoto del Gargano del 1646, causarono a Vieste gravi danni con crolli diffusi.  La città fu stabilmente parte del Regno di Sicilia, del Regno di Napoli e infine delle Due Sicilie, venendo quindi amministrata dai Borbone fino all'Unità d'Italia.
Nel 1943 la città fu occupata dai tedeschi

### Simboli
Lo stemma e il gonfalone della Città di Vieste sono stati concessi con decreto del presidente della Repubblica del 13 febbraio 2020.
(D.P.R. 13.02.2020)
Il gonfalone è un drappo d’azzurro.

## Monumenti e luoghi d'interesse

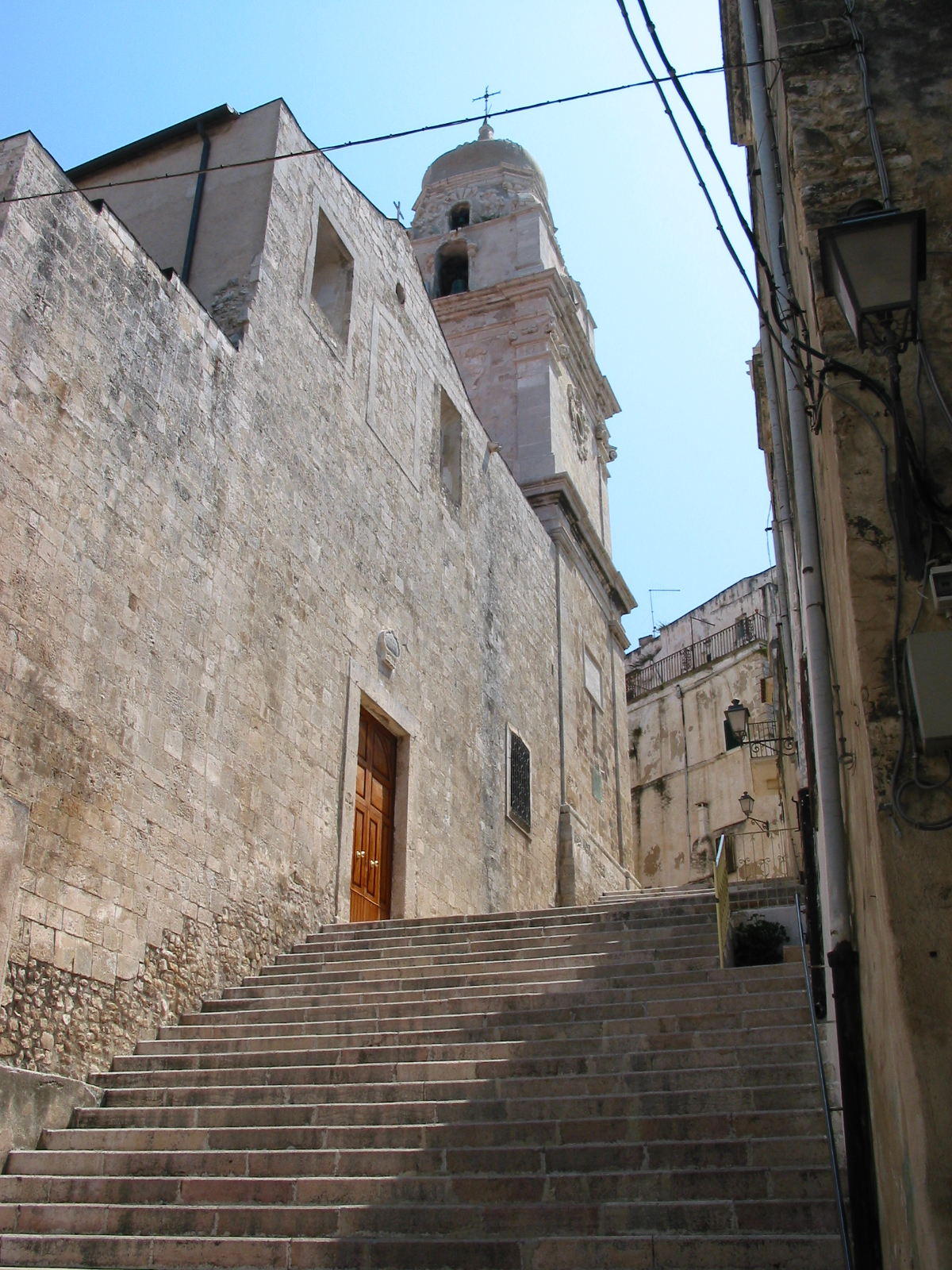
Città vecchia, cattedrale

Vieste fu sede vescovile tra il 993 e il 1817. Tra le costruzioni principali, come in altre città pugliesi, si ricordano innanzitutto la basilica cattedrale romanica e il castello; entrambi gli edifici oggetto delle cure di Federico II di Svevia, in seguito ai danneggiamenti scaturiti dai disordini relativi alla crociata di papa Gregorio IX contro l'imperatore.

### Concattedrale di Santa Maria Assunta
La Concattedrale sorge in una delle zone più alte di Vieste, circondata da edifici poco meno alti. Il suo impianto tipico del romanico pugliese si ritrova in armonia con il campanile della chiesa, non particolarmente slanciato e progettato in stile barocco dopo un crollo nel 1772. La chiesa, basilica a tre navate, reca tracce di continui adattamenti sovrapposti nel corso dei secoli. Nel complesso, rimane molto poco della struttura originaria medievale. Come le altre cattedrali della zona, è dedicata alla Assunzione di Maria.

### Castello di Vieste
Il Castello, massiccia costruzione fatta edificare dagli Svevi, domina il profilo della città vista da lontano, con la sua figura imponente. A pianta triangolare, si distingue dagli edifici e dal paesaggio circostante per il suo colore bruno, e si erge a strapiombo sulle rocce calcaree che danno sul mare. Le tre punte del suo perimetro sono rinforzate da caratteristici bastioni a punta. Fu danneggiato durante le incursioni veneziane e durante la prima guerra mondiale. È attualmente usato dalla marina militare italiana.
Nei pressi di queste costruzioni si trova la Porta ad Alt', caratteristica per l'arco acuto. Costituiva l'ingresso principale della città.

### Pizzomunno

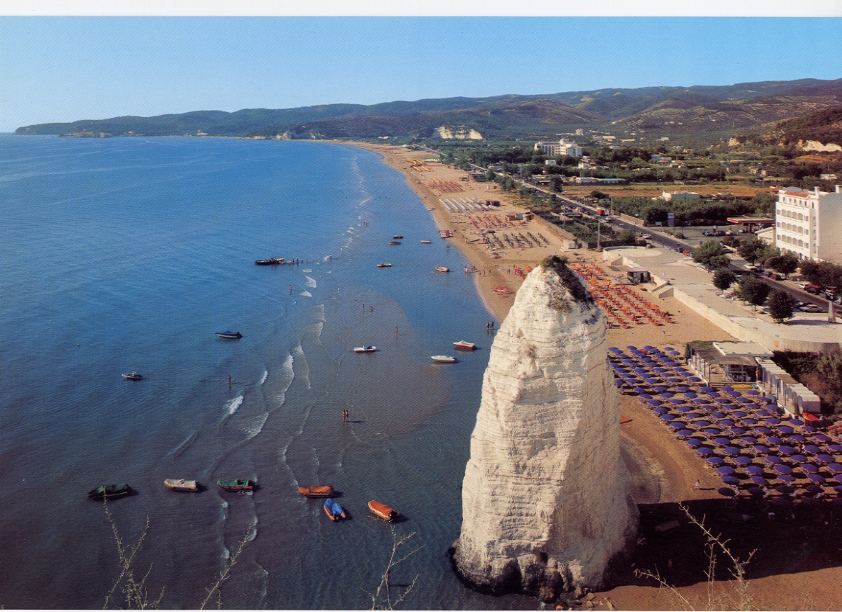
Pizzomunno e la spiaggia del Castello

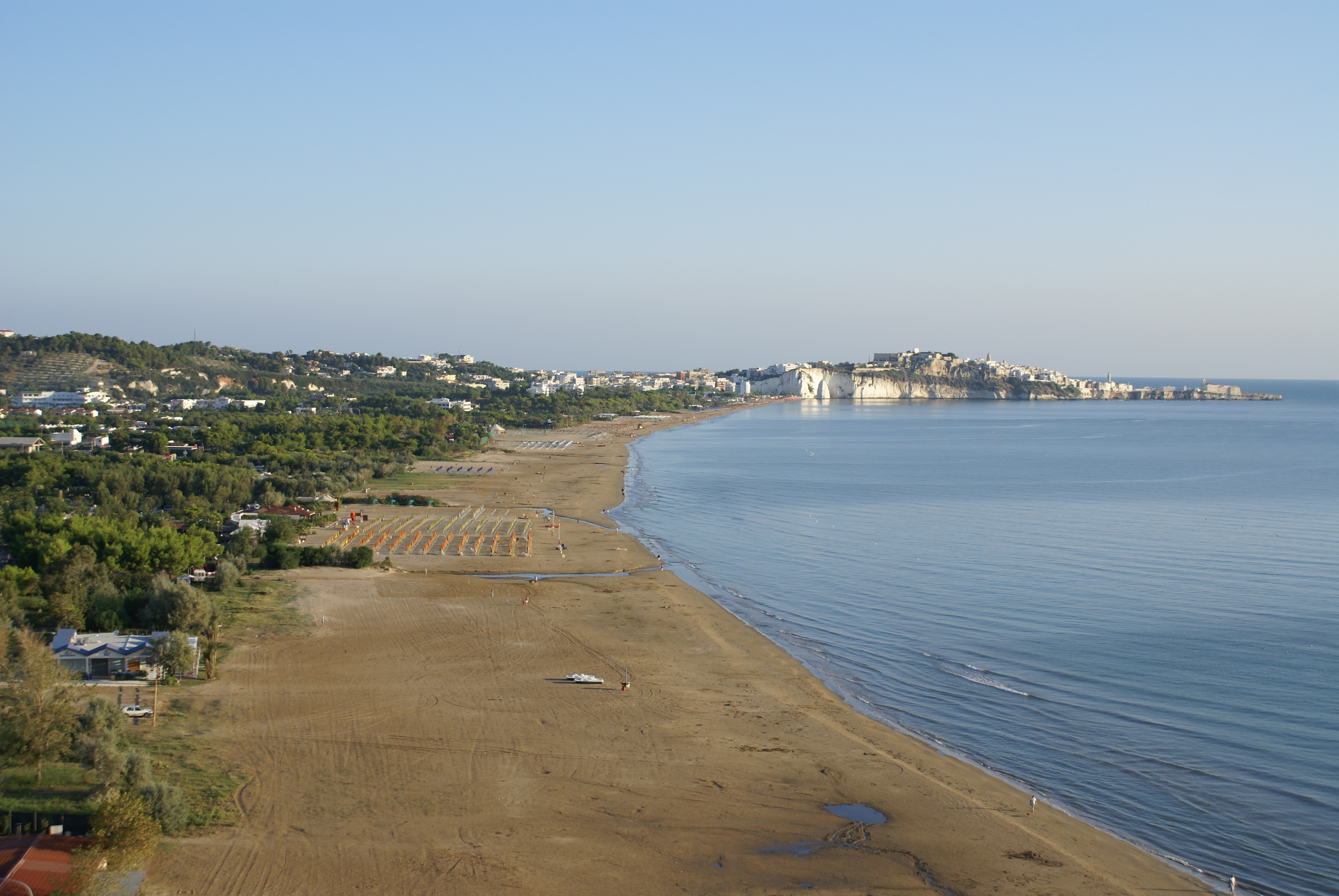
Vieste, la spiaggia di Pizzomunno e la città sullo sfondo

All'inizio della spiaggia detta del Castello, ovvero quella a sud del centro abitato, si erge, quasi a guardia di Vieste, un monolite in pietra calcarea bianca alto circa 25 metri chiamato Pizzomunno, che è il simbolo stesso della cittadina garganica.

### Aree naturali ed archeologiche

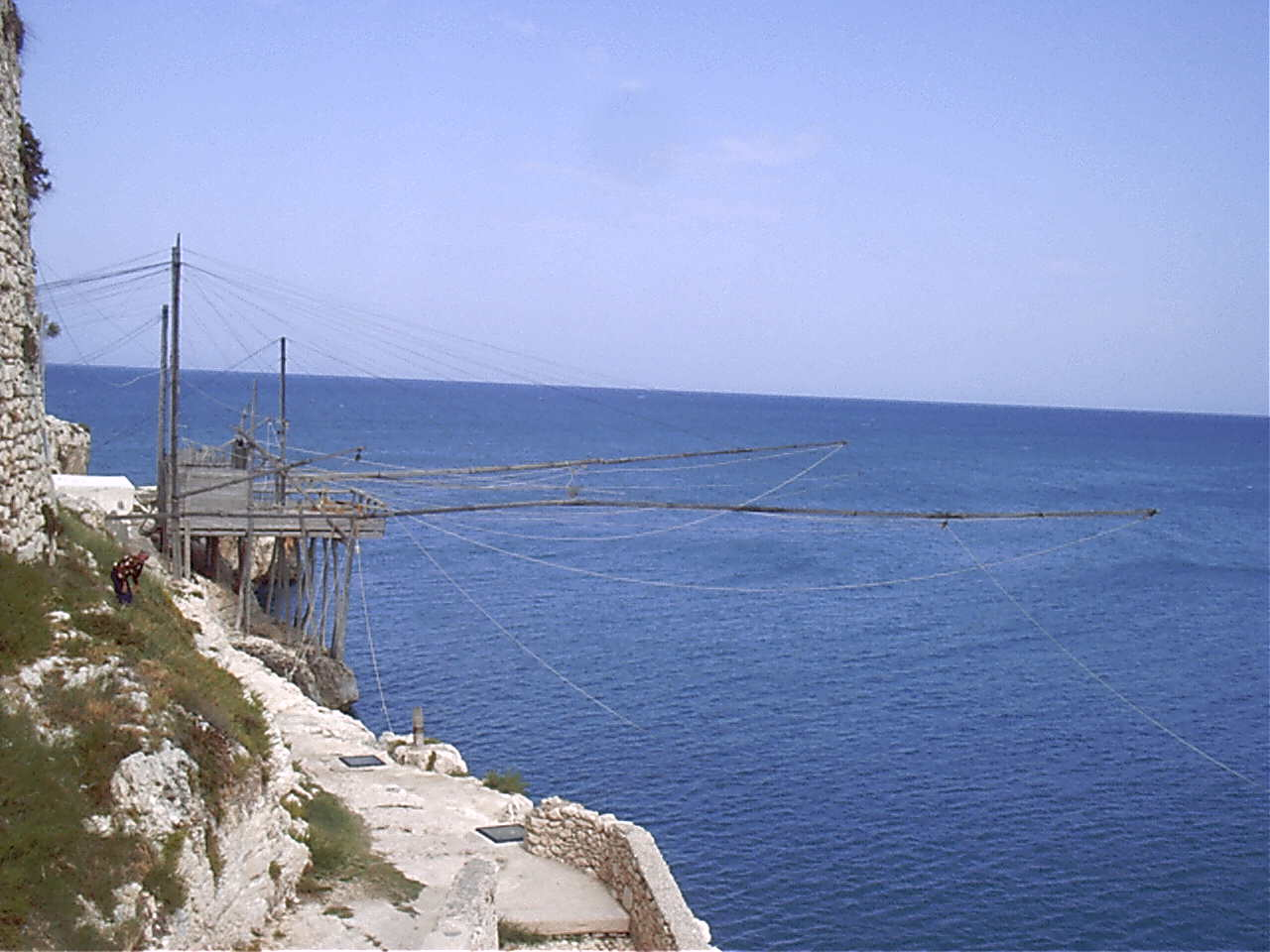
Un antico trabucco garganico a S. Francesco

Lungo la costa vi si trovano alcuni trabucchi, antiche installazioni da pesca provviste di lunghi bracci in legno che sostengono una rete. È questo uno degli elementi storici che distinguono la zona garganica rispetto al resto della costa pugliese.
Inoltre sono presenti numerosi torri di difesa, quasi tutte ancora intatte, costruite nel 1506 per difendere la costa dai pirati saraceni.
Vieste è sempre stata un punto di riferimento per partenza e arrivo alle Isole Tremiti, situate poco lontano a nord della costa.
La necropoli paleocristiana La Salata, situata a est della cittadina, è una delle più antiche dell'intero bacino mediterraneo.
Il santuario di Santa Maria di Merino è situato all'interno del parco archeologico dell'antica città romana di Merinum, non distante dalla necropoli paleocristiana.
L'erosione marina ha contribuito ad incidere e scavare numerose grotte nella roccia calcarea del Gargano e lungo tutta la sua costa, in particolar modo nel tratto costiero che va da Vieste a 
Mattinata, generando cavità e formazioni rocciose dalle forme più svariate e bizzarre. Ne è un esempio particolare il Pizzomunno. Lo stesso discorso vale per l'Arco di San Felice, scavato dall'erosione presso la strada per Pugnochiuso, a sud di Vieste. Le grotte sono il risultato di fenomeni carsici, ma anche l'azione corrosiva di acqua marina e vento ha dato un contributo importante alla loro formazione. Tra le grotte più conosciute e visitate di Vieste vanno citate la grotta Sfondata, quella dei Due Occhi, dei Contrabbandieri, la grotta Rotonda, dei Pipistrelli, la Campana, la grotta dei Pomodori, del Serpente, la Viola e la Smeralda.
Foresta Umbra
Alle spalle di Vieste, nell'entroterra, sempre nel Parco Nazionale del Gargano, si trova la Foresta Umbra, il cui nome significa "ombreggiata", per via della fitta vegetazione, composta da numerose piante. Si estende per circa 10 000 ettari dall'entroterra alla costa, raggiungendo un'altezza massima di 800 metri sul livello del mare. Vi sono presenti oltre duemila specie di piante e la sua faggeta è stata dichiarata "Patrimonio dell'umanità" dall'UNESCO nel 2017. All'interno della Foresta Umbra è presente anche una vasta diversità faunistica: gatti selvatici, volpi, tassi, gazze, gufi, ghiri e una colonia di Caprioli autoctoni del Gargano, sono alcuni esempi di essa.

## Società

### Evoluzione demografica
Abitanti censiti

### Etnie e minoranze straniere
Secondo i dati ISTAT al 31 dicembre 2010 la popolazione straniera residente era di 690 persone.
La nazionalità maggiormente rappresentata era quella dei romeni (363 persone, 2,60% del totale della popolazione residente).
Da un atto deliberativo del 1947 della Giunta Comunale di Vieste, si evince che Vieste fu l'unico Comune italiano che offrì formalmente la propria disponibilità a cedere parte del proprio territorio per consentire agli esuli di Pola di fondare la “Nuova Città di Pola”. Ulteriori particolari di queste vicende sono state illustrate dallo storico scrittore ed esule fiumano, Prof. Carlo Cesare Montani. Una lapide commemorativa è presente sulle mura del Barbacane, presso la rotonda di Marina Piccola, in direzione di Via Pola.

## Cultura
Musei
Museo Archeologico
Museo Malacologico

### Letteratura
Vieste viene ricordata nel romanzo Il piatto piange di Piero Chiara, insieme a Rodi Garganico, come tappa dell'improbabile raid, come lo definisce l'autore, da Luino a Roma, di un vogatore del lago Maggiore che innamoratosi di Edda Mussolini coinvolge un amico nella speranza che la circumnavigazione dell'Italia in barca a remi possa concludersi alla presenza della figlia del Duce.
(Piero Chiara, da Il piatto piange)
Vieste è anche citata ne L'avventura di un povero cristiano di Ignazio Silone dove si racconta della fuga a Vieste di papa Celestino V.

### Cinema e televisione
Vieste è stata sede di riprese cinematografiche e televisive tra cui la serie Due assi per un turbo (1984/1987) coprodotta dalla Rai. Il generale dei briganti (2012), diretta da Paolo Poeti. Nel 1976 è girato parte del film Brogliaccio d'amore, di Decio Silla con Enrico Maria Salerno e Senta Berger. Il film Bianchi cavalli d'agosto (1975) in particolare nella frazione di Pugnochiuso, regia di Raimondo Del Balzo. Vola Sciusciù (2000) con Lino Banfi e regia di Joseph Sargent, ed il Cantastorie un film di Anne Alixe con la partecipazione del cantautore Matteo Salvatore (1993/1995).

### Cucina
Tra i più caratteristici prodotti culinari si ricordano le melanzane ripiene, la zuppa di pesce detta  ciambòtt' , i k'lustr'  (dolci natalizi fritti e ricoperti di miele e mandorle), i calzungìdd'  (dolci ripieni di pasta di ceci e cacao), i castaggnedd (biscotti con mandorle e cacao), i mustazzùl'  (biscotti con vino cotto e chiodi di garofano), i taràdd' 'ngeleppèt'  (biscotti con glassa di zucchero), la marmellata di ceci, le pettole, i troccoli, i pomodori secchi sott'olio, le orecchiette alle cime di rapa e i taralli al finocchio e al vino bianco.  Alcuni formaggi tradizionali locali sono prodotti con latte di bovini di podolica (caciocavallo podolico) e capra garganica (cacioricotta caprino).

### Eventi

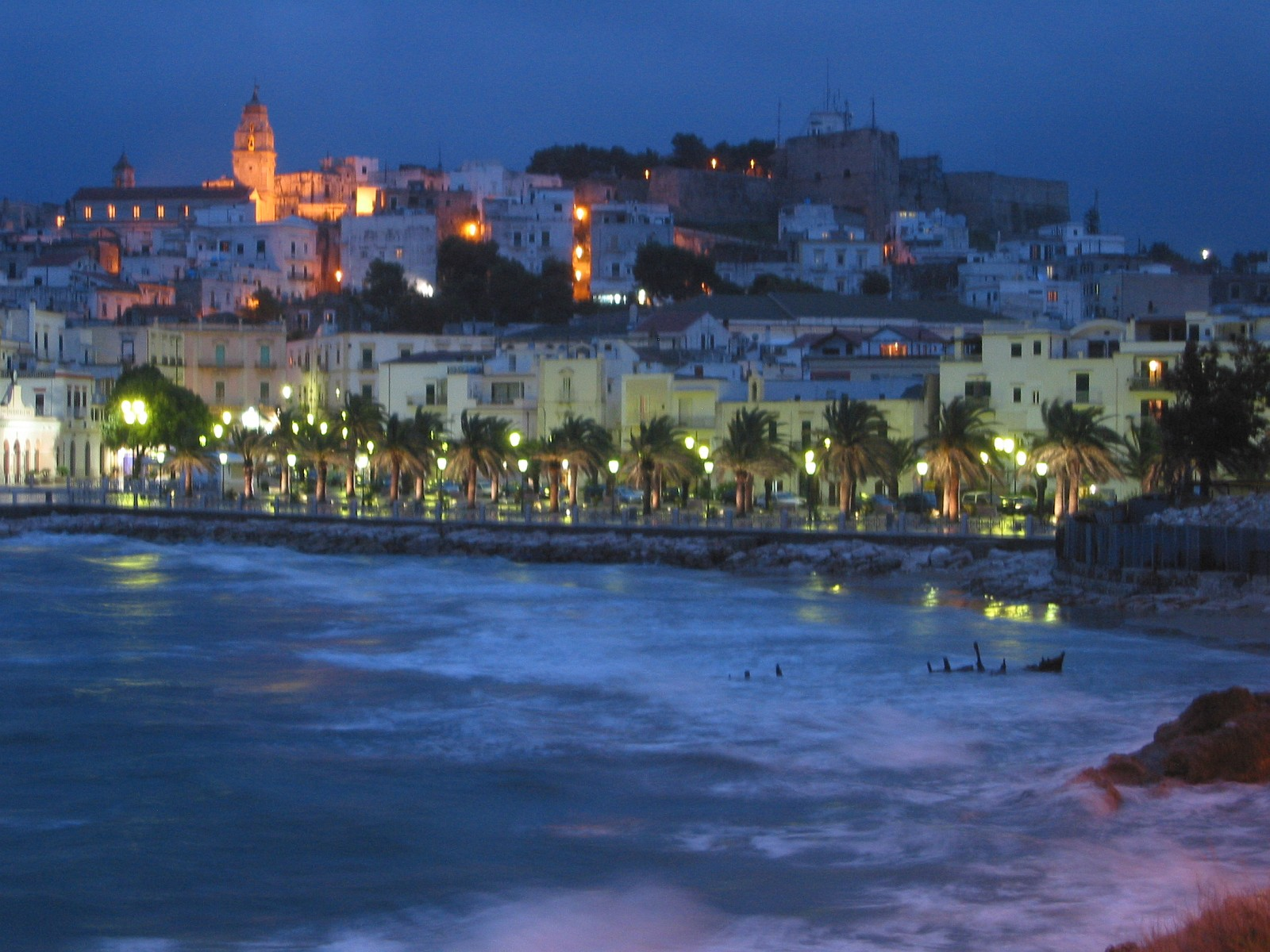
Vista notturna: spiaggia della Marina piccola, cattedrale

Durante la festa di santa Maria di Merino, il 9 maggio, si può assistere alla processione che, partendo dalla cattedrale, arriva fino al santuario, situato a 7 km circa dal centro abitato.
La Madonna è portata solennemente in trono, attraversa il paese e fino alla villa comunale.
Qui, dopo aver effettuato il cambio della cassa (viene riposta in un trono più leggero), viene portata a spalla dal popolo per tutti i 7 km fino al santuario.
Particolare originale, sta nel fatto che la cassa è costituita in modo da procedere con la Madonna rivolta verso i lati della strada, cosicché, durante il percorso d'andata è rivolta verso il mare e durante il ritorno è rivolta verso i campi, proteggendo, così, le due antiche principali fonti di sostentamento dei viestani.
Analoga importanza è data alla festa di san Giorgio, il 23 aprile.
La statua lignea del santo, anch'essa conservata nella cattedrale, viene portata in processione lungo le strade del paese assieme ad altre statue di santi venerati nella cittadina garganica.

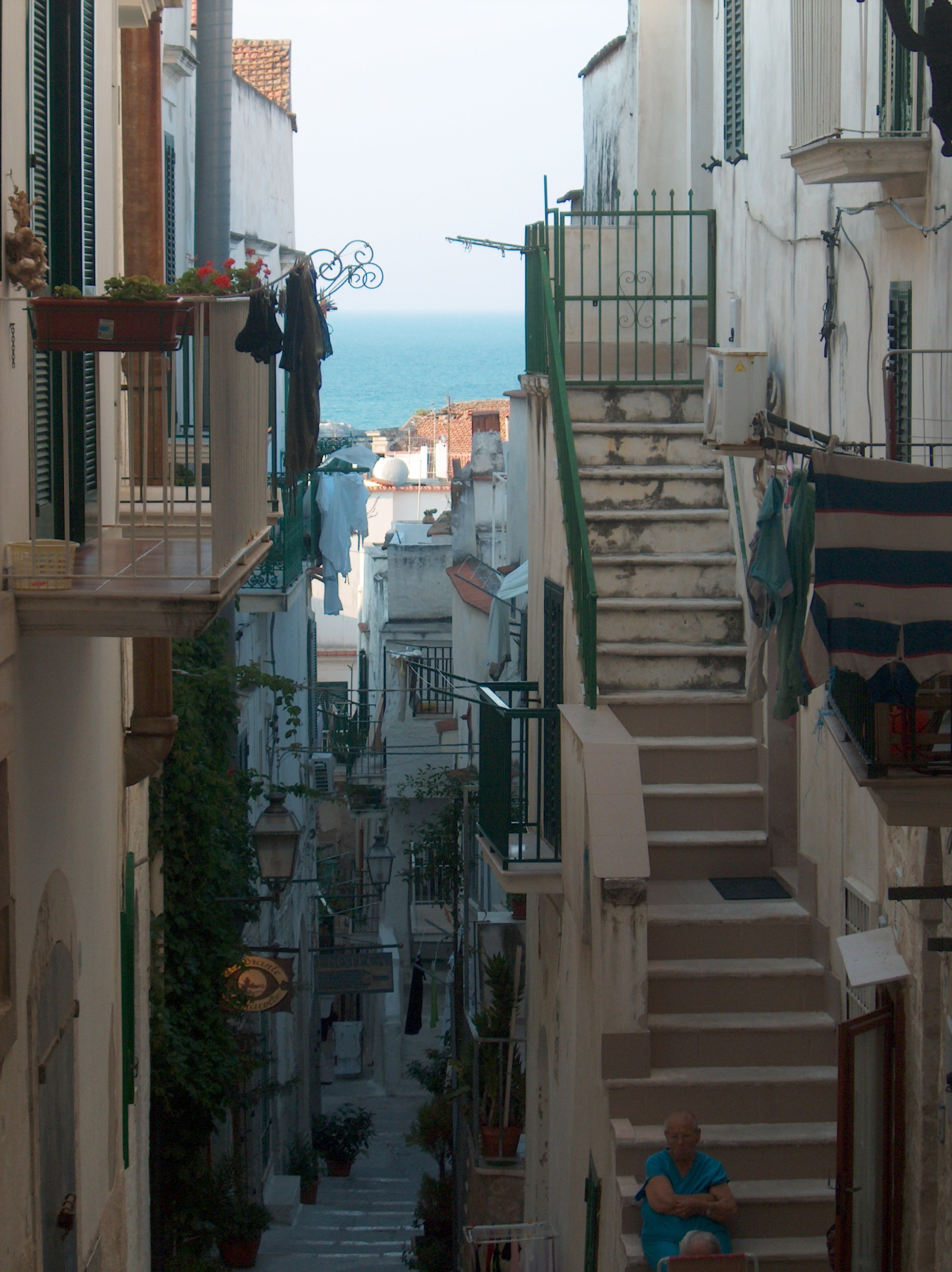
Un vicolo di Vieste (Via Vesta).

Tutt'oggi la festa è anche l'occasione per la tradizionale frittata che viene offerta gratuitamente dall'amministrazione comunale ai cittadini e preparata dagli studenti dell'IPSSAR.
Anche se questa tradizione è ancora viva, la distribuzione del panino con la frittata ha cambiato locazione negli anni, spostandosi dalla collina di san Giorgio (che è stata soggetta ad urbanizzazione), al sottostante parchetto comunale adiacente alla chiesa di Santa Maria delle Grazie. 
Durante la festa di san Giorgio, viene anche effettuata la tradizionale e antica corsa di cavalli, la quale si svolge sulla spiaggia di Pizzomunno (o della Scialara).
La corsa, priva di sofisticate attrezzature di rilevamento ed affidata ad improvvisati giudici di linea, finisce spesso in bagarre, per l'attribuzione del primo premio.
Da ricordare fra i vari fantini, "Str'sciott' ", vincitore incontrastato di decine di edizioni negli anni sessanta e settanta e Matteo "Cavallo", del quale molti suoi stessi compaesani ignorano il vero cognome, detto così per la sua passione per i cavalli.
Il primo sabato di settembre ricorre la festa di santa Maria Stella Maris. In questa terra di pescatori, si venera Maria "stella del mare" ringraziandola per la stagione di bel tempo e si chiede la benedizione nel ricordo di quanti hanno dedicato e dedicano la loro vita al mare e alla loro protezione continua.
La statua della Madonna, dopo la processione nel paese, viene trasportata in barca e i fedeli ed i turisti possono assistere alla cerimonia da terra o da mare. La statua è normalmente collocata in una nicchia scavata nel costone roccioso di fronte al porto. Nove giorni prima della festa viene trasferita nella chiesa parrocchiale del SS. Sacramento per le celebrazioni liturgiche di preparazione.

## Economia

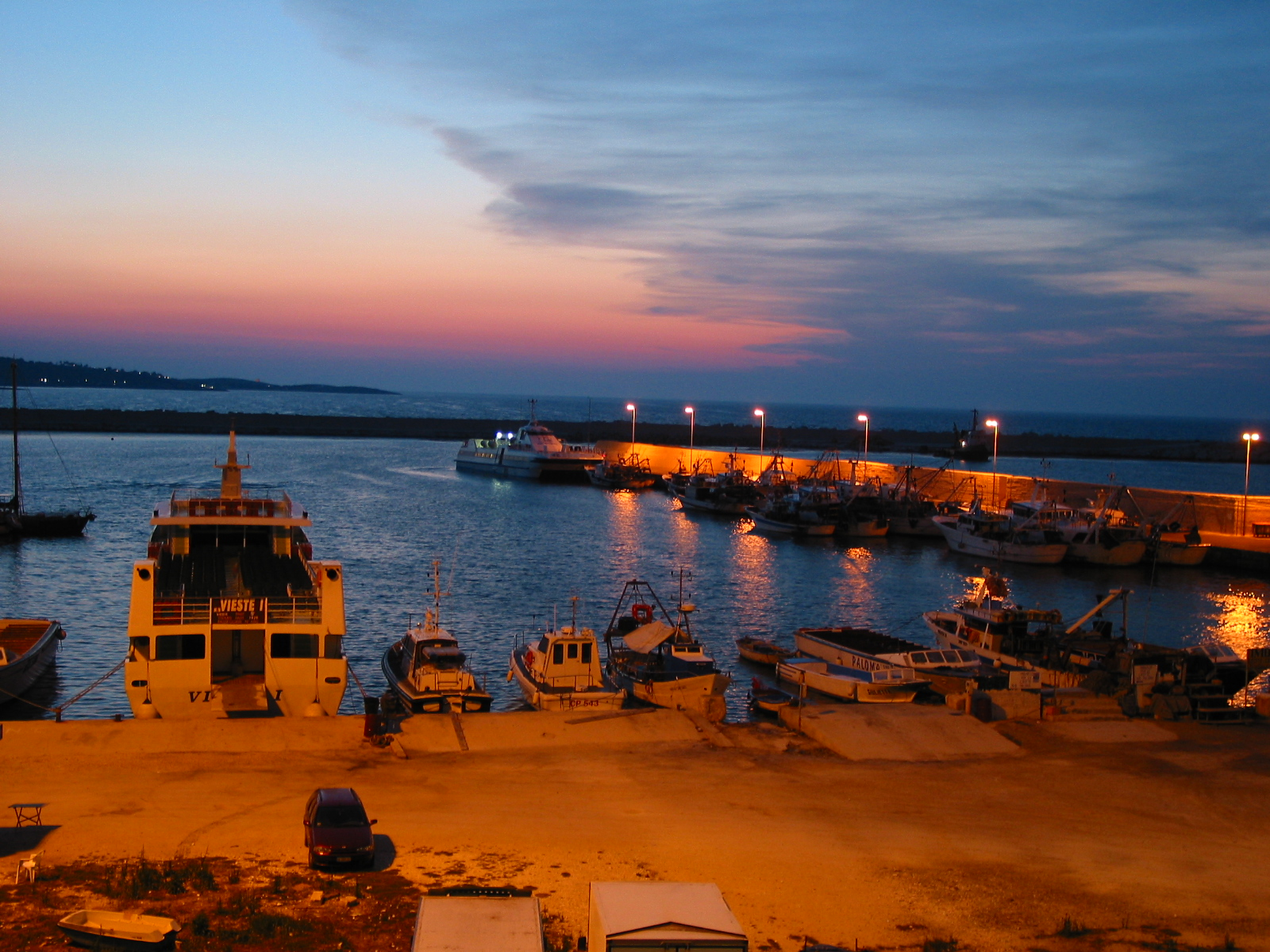
Il porto di Vieste

Le attività economiche viestane per tradizione, quali la pesca e l'agricoltura, continuano a produrre una certa quantità di reddito per la popolazione. Tuttavia, queste si sono mostrate insufficienti nel corso del XX secolo, tanto che nei diversi decenni di quel periodo, a Vieste, il fenomeno dell'emigrazione raggiunse dimensioni consistenti. Le principali zone di destinazione, oltre a quelle estere, furono il Nord Italia e Roma.
A partire dagli anni sessanta, il comune iniziò a scoprire però una sua vocazione turistica che bloccò il trend demografico al ribasso. Attualmente i principali flussi turistici provengono dalle altre regioni d'Italia, oltre che da vari paesi esteri, e in particolar modo da Germania, Austria e Svizzera; più residuale, ma comunque importante, è la provenienza dagli altri paesi europei e mondiali.
La risorsa turistica di tipo balneare è attiva soprattutto nel periodo giugno-settembre; durante il resto dell'anno l'attività turistica balneare è sostituita dalla coltivazione e produzione delle olive. Nell'intento di sfruttare al massimo il potenziale turistico, negli anni novanta il centro storico di origine medievale di Vieste è stato oggetto di una profonda ristrutturazione, dotandosi inoltre di numerosi servizi al turismo.
Dovuto al fatto che la risorsa turistica è attiva solo nei quattro mesi estivi, da giugno a settembre, durante il resto dell'anno l'attività economica arriva in buona parte a stagnare e, in questo periodo, una considerevole parte di cittadini viestani non dispone di risorse lavorative stabili.
Lo sviluppo delle risorse e delle infrastrutture ha portato ad un notevole miglioramento della disponibilità di acqua corrente per le economie domestiche, questione che, precedentemente allo sviluppo turistico, era stata un problema endemico e quotidiano per la città.
Come il turismo, anche la risorsa dell'agricoltura è strettamente legata al periodo estivo, durante il quale Vieste si avvale di manodopera straniera (che proviene da paesi come l'Albania e la Moldavia, ma che in parte risiede a Vieste durante tutto l'anno).
La risorsa dell'agricoltura è strettamente legata alla coltivazione dell'ulivo con una notevole produzione di olio extravergine distribuito in tutta Italia; l'Ogliarola Garganica, il Leccino e la Coratina sono le più diffuse cultivar di olivo coltivate nel territorio di Vieste.
Oltre all'olio di oliva, tra i maggiori prodotti agricoli si contano l'origano ed i pomodori viestani (varietà a forma di uovo, meno lunga rispetto a quella di San Marzano). Di qualità anche la scelta di pesci e frutti di mare, l'allevamento di mucche podoliche (da cui il caciocavallo) e della capra garganica.
Una piaga che periodicamente si abbatte su Vieste e sui comuni vicini è quella degli incendi. Il più conosciuto è sicuramente quello che nel luglio del 2007 interessò Peschici e Vieste. I danni e il panico fu così elevato che si creò un vero caso mediatico con diversi servizi nelle reti televisive nazionali. Particolari situazioni meteorologiche come lo scirocco possono favorire l'espandersi degli incendi, che potrebbero danneggiare patrimoni come la Foresta Umbra.

## Infrastrutture e trasporti

### Porti
Il porto di Vieste è formato dal porto peschereccio e dal porto rifugio di S. Eufemia. Il porto peschereccio è costituito da un molo di circa 750 m e dal porto rifugio che si trova tra il molo S. Lorenzo e l'isolotto di S. Eufemia, dove è presente un molo lungo circa 300 m. Il porto dispone di 250 posti barca. Gli ormeggi sono attualmente situati ancora nella banchina del vecchio porto.

### Strade
Il comune di Vieste è raggiungibile attraverso diverse strade provinciali o attraverso due strade statali: La SS693 oppure la SS89. Quest'ultima è oggetto di future modifiche di ammodernamento attraverso il collegamento con la SS693 (strada statale dei Laghi di Lesina e Varano, nota anche come strada a scorrimento veloce del Gargano).

## Amministrazione
| Periodo         | Periodo          | Primo cittadino            | Partito                                 | Carica                    | Note   |
| --------------- | ---------------- | -------------------------- | --------------------------------------- | ------------------------- | ------ |
| 7 dicembre 1988 | 14 dicembre 1989 | Carlo Nobile               | Partito Socialista Democratico Italiano | Sindaco                   | [ 24 ] |
| 11 gennaio 1990 | 14 ottobre 1991  | Francesco Marinelli        | Democrazia Cristiana                    | Sindaco                   | [ 24 ] |
| 21 gennaio 1992 | 3 luglio 1992    | Salvatore Tropea           |                                         | Comm. straordinario       | [ 24 ] |
| 27 luglio 1992  | 28 aprile 1997   | Domenicantonio Spina Diana | Democrazia Cristiana                    | Sindaco                   | [ 24 ] |
| 28 aprile 1997  | 14 maggio 2001   | Domenicantonio Spina Diana | Polo per le Libertà                     | Sindaco                   | [ 24 ] |
| 14 maggio 2001  | 30 maggio 2006   | Domenicantonio Spina Diana | Casa delle Libertà                      | Sindaco                   | [ 24 ] |
| 30 maggio 2006  | 17 maggio 2011   | Ersilia Nobile             | Casa delle Libertà                      | Sindaco                   | [ 24 ] |
| 17 maggio 2011  | 31 marzo 2016    | Ersilia Nobile             | Il Popolo della Libertà                 | Sindaco                   | [ 24 ] |
| 1º aprile 2016  | 6 giugno 2016    | Sergio Mazzia              |                                         | Commissario straordinario | [ 24 ] |
| 6 giugno 2016   | 3 ottobre 2021   | Giuseppe Nobiletti         | Lista civica #ViesteSeiTu!              | Sindaco                   | [ 24 ] |
| 3 ottobre 2021  | in carica        | Giuseppe Nobiletti         | Lista civica #ViesteSeiTu!              | Sindaco                   | [ 24 ] |

## Sport

### Calcio
La principale squadra di calcio della città è stata la G.S.D. Atletico Vieste, dal 1969 fino alla stagione 2024/2025, in cui, insieme all’Atletico Peschici, società dell’omonimo paese vicino, è confluita in una nuova squadra, l’Atletico Gargano, militante in prima categoria pugliese.

### Pallacanestro
La squadra di basket Sunshine Basket Vieste è approdata nel giugno del 2014 in serie C. Dal 2023/2024 si vede costretta a cedere il titolo e ripartire dalla Divisione Regionale 3 (Girone A), il più basso campionato a livello regionale.

### Ciclismo
Vieste è stata attraversata più volte dalla carovana del Giro d'Italia e nelle edizioni del 1979, del 1988, e del 2020 è stata arrivo di tappa.
Il 26 maggio 1988, durante il Giro d'Italia 1988, è stata sede di arrivo della seconda semitappa della 4ª tappa (una cronometro a squadre), partita da Rodi Garganico e conclusasi con la vittoria della Del Tongo. Inoltre, la 5ª tappa, corsa il giorno successivo, ha avuto come partenza Vieste per concludersi a Santa Maria Capua Vetere.
Il Giro è tornato a Vieste dopo esattamente 20 anni, durante la 6ª tappa del 91º Giro d'Italia 2008 (15 maggio 2008). Intorno alle 15:20 la carovana del giro ha attraversato la città: dal lungomare Mattei si è passati alle zone del centro, Corso Fazzini, viale Marinai d'Italia per poi proseguire per Peschici, arrivo di tappa.
Il 13 maggio 2017 la carovana del 100º Giro d'Italia, partita da Molfetta e diretta a Peschici per l'arrivo di tappa, è passata per Vieste.
Il 10 ottobre 2020 l'8ª tappa del Giro d'Italia è arrivata a Vieste, partendo da Giovinazzo, vinta dall'inglese Alex Dowsett.

### Altri sport
Vieste offre buone condizioni meteorologiche a chi vuole praticare sport come la vela, il windsurf o il kitesurf. Gettando un occhio alla cartina dell'Adriatico si noterà come il percorso dritto della sua costa venga interrotto dalla penisola garganica. Si tratta di una sorta di muro naturale che convoglia ogni corrente proveniente da nord verso la punta più estrema del promontorio.
La singolarità morfologica del Gargano permette inoltre la formazione di venti termici, sfruttati dagli amanti dei suddetti sport velici.
La Foresta Umbra e tutta la zona circostante sono mete per gli appassionati della mountain bike e del trekking durante i periodi autunnali e primaverili.